# Svederník
Svederník (ungarisch Szedernye – bis 1907 Szvedernik) ist eine Gemeinde im Norden der Slowakei mit 1733 Einwohnern (Stand 31. Dezember 2024) im Okres Žilina, einem Kreis des Žilinský kraj.

## Geographie
Die Gemeinde befindet sich am Südhang des Javorníky-Gebirges beiderseits des Baches Dlhopoľka im Einzugsgebiet des Waag. Das Ortszentrum liegt auf einer Höhe von 328 m n.m. und ist zehn Kilometer von Žilina entfernt.
Zur Gemeinde gehören auch die Orte Zárieč-Keblov (1961 eingemeindet) nördlich und Marček (1907 eingemeindet) östlich des Hauptortes.
Nachbargemeinden sind Dlhé Pole im Norden, Divina im Nordosten, Divinka im Osten, Horný Hričov im Süden und Kotešová im Westen.

## Geschichte
Archäologischen Untersuchungen zufolge gab es ein Urnenfeld der Lausitzer Kultur im heutigen Gemeindegebiet. Der Ort wurde zum ersten Mal 1392 als Zedernek (andere Quellen geben schon 1321 als Zederne an) schriftlich erwähnt und war Bestandteil des Herrschaftsguts von Budatín. Kleinere Teile waren Besitz des Geschlechter Hatnyánszky und Rakovszky. 1598 sind sieben Häuser verzeichnet, 1787 hatte die Ortschaft 58 Häuser, 68 Familien und 331 Einwohner. 1828 zählte man 57 Häuser und 443 Einwohner, die durch Landwirtschaft, Leineweberei und Viehhaltung ihr Einkommen erzielten.
Bis 1918 gehörte der im Komitat Trentschin liegende Ort zum Königreich Ungarn und kam danach zur Tschechoslowakei beziehungsweise heute Slowakei.

## Bevölkerung
| Jahr                | 1994 | 2004     | 2014    | 2024     |
| ------------------- | ---- | -------- | ------- | -------- |
| Anzahl der Personen | 902  | 1002     | 1048    | 1733     |
| Unterschied         |      | +11,08 % | +4,59 % | +65,36 % |

| Jahr                | 2023 | 2024    |
| ------------------- | ---- | ------- |
| Anzahl der Personen | 1702 | 1733    |
| Unterschied         |      | +1,82 % |

Gemäß der Volkszählung 2011 wohnten in Svederník 1010 Einwohner, davon 968 Slowaken, vier Tschechen und jeweils ein Mährer sowie Ukrainer; zwei Einwohner gaben eine andere Ethnie an. 34 Einwohner machten keine Angabe. 829 Einwohner bekannten sich zur römisch-katholischen Kirche, neun Einwohner zur evangelischen Kirche A. B., vier Einwohner zur Brüderkirche, drei Einwohner zur griechisch-katholischen Kirche, zwei Einwohner zur orthodoxen Kirche und jeweils ein Einwohner zu den Zeugen Jehovas sowie zur jüdischen Gemeinde; sieben Einwohner bekannten sich zu einer anderen Konfession. 85 Einwohner waren konfessionslos und bei 69 Einwohnern ist die Konfession nicht ermittelt.

## Bauwerke
- römisch-katholische Kapelle Jungfrau Maria von Lourdes aus dem Jahr 1929
- Landsitz im klassizistischen Stil aus der Mitte des 19. Jahrhunderts

## Persönlichkeiten
- Vincent Hložník (1919–1997), slowakischer Grafiker und Maler